# Cataulacus praetextus
Cataulacus praetextus is een mierensoort uit de onderfamilie van de Myrmicinae. De wetenschappelijke naam van de soort is voor het eerst geldig gepubliceerd in 1867 door Smith, F..